# Вебелин
Вебелин (њем. Wöbbelin) општина је у њемачкој савезној држави Мекленбург-Западна Померанија. Једно је од 89 општинских средишта округа Лудвигслуст. Према процјени из 2010. у општини је живјело 946 становника. Посједује регионалну шифру (AGS) 13054119.

## Географски и демографски подаци
Вебелин се налази у савезној држави Мекленбург-Западна Померанија у округу Лудвигслуст. Општина се налази на надморској висини од 34 метра. Површина општине износи 23,5 km². У самом мјесту је, према процјени из 2010. године, живјело 946 становника. Просјечна густина становништва износи 40 становника/km².

## Међународна сарадња
| Мјесто   | Држава | Врста сарадње | Од    |
| -------- | ------ | ------------- | ----- |
| Камскоје | Русија | партнерство   | 1994. |
|          | Финска | партнерство   | 2000. |
| Извор    |        |               |       |